# Natriumperborat
Natriumperborat (PBS) är en vit, luktfri, vattenlöslig kemisk förening med formeln NaBO3•nH2O.

## Egenskaper
Den kristalliserar som monohydrat, NaBO3•H2O, trihydrat, NaBO3•3H2O och tetrahydrat, NaBO3•4H2O. Den elementära strukturella enheten av natriumperborater är anjonen B2O4(OH)42-, i vilken två boratomer är förenade genom två peroxobryggor i en stolformad 6-ledad ring, och den förenklade NaBO3•nH2O-typformeln är bara ett bekvämt sätt att uttrycka den genomsnittliga kemiska sammansättningen.

## Framställning
Natriumperborat tillverkas genom reaktion av dinatriumtetraboratpentahydrat, väteperoxid, och natriumhydroxid.  Monohydratformen upplöses bättre än tetrahydratet och har högre värmestabilitet; det framställs genom uppvärmning av tetrahydratet. Natriumperborat undergår vid kontakt med vatten hydrolys, som producerar väteperoxid och borat.

## Användning
Monohydratet och tetrahydrat är de kommersiellt viktiga formerna med användning som blek- och desinfektionsmedel. Det kommer till användning som en källa till aktivt syre i många tvättmedel, rengöringsmedel och tvättblekmedel . Det är också närvarande i vissa tandblekmetoder som inte är tillåtna i EU.
Natriumperborat är ett mindre aggressivt blekmedel än natriumhypoklorit och ger mindre nedbrytning av färgämnen och textilier. Borater har också vissa icke-oxidativa blekningsegenskaper.
Natriumperborat frigör syre snabbt vid temperaturer över 60 °C. För att göra det aktivt vid lägre temperaturer (40-60 °C), måste det blandas med en lämplig aktivator, t. ex. tetraacetyletylendiamin (TAED).